# Kétirányú kommunikáció
Egy kétirányú kommunikációs rendszerben a jelek a kapcsolatban lévő pontok között mindkét irányban haladhatnak.
Kétirányú kommunikációs csatornákat alkalmaznak a kommunikációs rendszerek legnagyobb részében, amelyek megfelelnek egy "kétirányú út"nak a két végpont között, vagy jellemzően "egyirányú kommunikáció" folyik a végpontok között, azonban létezik egy "visszairányú út" is, amelyen vezérelni, felügyelni, szabályozni lehet a végberendezést.

## A kétirányú kommunikáció fő csoportjai

### Fél(half)-duplex
A kommunikációs kifejezések között az inkább angol kifejezéssel használt half-duplex-nek nevezett  rendszer megengedi mindkét irányban a kommunikációt, de egyidőben csak egy irány használható, a két átviteli irány azonos időben szimultán nem használható. Néhány rádiórendszerben ezt a működési módot használják, itt a "vége" vagy "over" kifejezés jelzi, hogy az eddig használt irány megfordul vagy megfordítható. Természetesen egyéb eljárások is használhatók arra, hogy biztosítsák az egyidőben egy irány szerinti átvitelt, a half-duplex működési módot.
A legjobb analógia egy half-duplex rendszerre egy olyan út, amelynek nincs kereszteződése, és mindkét végén egy-egy forgalmi lámpa van (például egy útjavítás).
A forgalom mindkét irányban folyhat, de a jelzőlámpák szabályozzák, hogy adott időben éppen melyik irány engedélyezett.
Természetesen a jelzőlámpákat összehangoltan kell működtetni.

A második legjobb hasonlatban két vasútállomás van, amit egyetlen sínpár köt össze, amin egyidőben csak egy irányban mehet vonat.

### Teljes(full)-duplex
Egy, az elterjedt angol szóhasználattal full-duplex rendszer megengedi a kétirányú kommunikációt, de eltérően a half-duplex rendszertől szimultán módon. Egy telefonrendszer általában full-duplex, mert mind a hívó, mind a hívott egyszerre is beszélhet. A beszélt nyelvekben azonban többnyire udvariatlanság egymás szavába vágni, de ez nem a csatorna, hanem a kód tulajdonsága. A jelnyelvi kommunikáció általában full-duplex; itt nincs a beszélt nyelvihez hasonló korlátozás.
Az előzőknek megfelelően az analógia most egy kétsávos út, ahol egy-egy sáv van kijelölve egy-egy forgalmi irányra.
Példák: telefon, mobiltelefon stb.

## Példák kétirányú kommunikációs hálózatokra
- Telefonhálózat
- Mobil telefon hálózatok
- CB rádió PMR rádió ( félduplex )
- Internet Relay Chat